# 马希纳 (法属波利尼西亚)
马希纳（Māhina，亦作Mahina）是法国海外集体法屬玻里尼西亞向风群岛行政区的一个市镇，位于大溪地島。

## 地理
马希纳（17°30'19"S, 149°29'25"W）面积51.6 平方千米，位于法国海外集体法屬玻里尼西亞向风群岛的大溪地島。
与马希纳接壤的市镇包括：希蒂阿奥泰拉、普纳奥亚、皮拉埃、阿鲁埃。

## 行政
马希纳的邮政编码为98709、98710，INSEE市镇编码为98725。

## 政治
马希纳的现任市长为达马斯·泰维拉（Damas Teuira）先生，任期为2020-2026年。

## 人口
马希纳于2022年时的人口数量为14,623人。